# Cock Sparrer
Cock Sparrer je punková kapela z londýnského East Endu, založená v roce 1972.
Přestože kapela nikdy nezaznamenala komerční úspěch, pomohla vydláždit cestu punkové scéně počátku 80. let a subžánru Oi!. Styl kapely je ovlivněn pub rockem, glam rockem a syrovou beatovou hudbou 60. let v podání kapel jako Small Faces a The Who. Jejich texty se většinou zabývají tématy souvisejícími s každodenním životem lidí z dělnické třídy. Název kapely pochází z jejího původního jména, Cock Sparrow.

## Kariéra
Cock Sparrer založili Colin McFaull, Mick Beaufoy, Steve „Burge“ Burgess a Steve Bruce, kteří se znali od 11 let. Při hraní v nočních klubech v Londýně a okolí vyvinuli styl, později známý jako street punk nebo Oi!, smíchané s pub rockovými/rhythm and blues vlivy. V roce 1976 se jako druhý kytarista přidal bratranec Steve Burge Garrie Lammin.
V roce 1977 kapela podepsala zajistila smlouvu s Decca Records, která doufala, že vydělá na rostoucím punkovém hnutí. První singl Cock Sparrer „Runnin' Riot“, vydaný v květnu 1977, se dobře neprodával, stejně jako následující singl (cover verze „We Love You“ od Rolling Stones) a Decca Records roce 1978 s kapelou ukončila spolupráci. Členové kapely nahráli album, které bylo vydáno pouze ve Španělsku jako Cock Sparrer a nebylo oficiálně vydáno ve Velké Británii, dokud jej společnost Razor Records nevydala v roce 1987 jako True Grit. Kapela ukončila činnost na konci roku 1978 a Lammin ji opustil.
V roce 1981 byly staré písně Cock Sparrer zařazeny na několik Oi! kompilačních alb a zájem o kapelu začal opět stoupat. V roce 1982 byly kapela obnovena – Chris Skepis nahradil Garyho Lammina jako druhý kytarista – a kapela podepsala smlouvu s Carrere Records, u které vydala singl „England Belongs to Me“. Dále v roce 1983 vydala debutové album Shock Troops. Zahrnovalo písně „Where Are They Now“, „I Got Your Number“ a „Riot Squad“. Poté opustil Cock Sparrer Beaufoy a byl nahrazen Shugem O'Neillem. Po vydání třetího alba Running Riot vyšlo v říjnu 1984 kapela ukončila činnost, i když live album nahrané v této době bylo vydáno v roce 1987.
V roce 1992 kapela odehrála několik koncertů (s Beaufoyem a Daryl Smithem jako dlouhodobou náhradou za O'Neilla) a v roce 1994 vydala nové album Guilty as Charged. V roce 1997 vydala album Two Monkeys. Od té doby Cock Sparrer příležitostně koncertují a sporadicky vystupují na punkových festivalech včetně festivalu Wasted/Rebellion. Šesté studiové album Here We Stand vydali Cock Sparrer v listopadu 2007.

## Členové
- Colin McFaull (zpěv)
- Mick Beaufoy (sólová kytara) - 1978-1983, 1992-
- Steve „Burge“ Burgess (baskytara)
- Daryl Smith (doprovodná kytara) - 1992-
- Steve Bruce (bicí)

## Bývalí členové
- Garrie Lammin (doprovodná kytara - 1976-1978
- Chris Skepis (doprovodná kytara - 1982-1984
- Shug O'Neill (sólová kytara) - 1983-1984

## Diskografie

### Alba
| Album                | Vydavatelství         | Datum vydání | Poznámky                                                       |
| -------------------- | --------------------- | ------------ | -------------------------------------------------------------- |
| Cock Sparrer (album) | Decca [Spain]         | 1978         | Ve Spojeném království vydáno v roce 1987 pod názvem True Grit |
| Shock Troops         | Razor                 | 1982         |                                                                |
| Running Riot in '84  | Syndicate             | 1984         |                                                                |
| Guilty as Charged    | Bitzcore              | 1994         |                                                                |
| Two Monkeys          | Bitzcore              | 1997         |                                                                |
| Here We Stand        | Captain Oi!           | 2007         |                                                                |
| Forever              | Chase the Ace Records | 2017         |                                                                |

### EP
- Run Away EP (1995), Bitzcore

### Živá alba
- Live and Loud (1987), Link
- Live: Runnin' Riot Across the USA (2000)
- Back Home (2003), Captain Oi!
- Back in San Francisco - Live 2009 (2010), Pirates Press

### Kompilace
- Sunday Stripper (1980), Oi the Album
- Rarities (1995), Captain Oi!
- Rumours Carry More Weight Than Fact (The Best of Cock Sparrer) (1996), Step-1
- England Belongs to Me (1997), Harry May
- Bloody Minded (1999), Dr. Strange/Bitzcore
- The Best of Cock Sparrer (2004), Recall 2 cd
- The Decca Years (2006), Captain Oi!
- 40 Years (2012), Captain Oi!

### Singly
- „Running Riot“ b/w „Sister Suzie“ (1977), Decca
- „We Love You“ b/w „Chip on My Shoulder“ (1977), Decca
- „England Belongs to Me“ b/w „Argy Bargy“ (1982), Carerre
- „Run Away“ (1995), Bitzcore
- „Too Late“ b/w „Because You're Young“ (2007), Captain Oi!
- „Did You Have a Nice Life Without Me?“ b/w „So Many Things“ (2008), Dirty Punk (French Import)
- „True to Yourself“ b/w „Chip on My Shoulder (Live)“ (2008), TKO Records
- „Spirit of '76“ [one-sided flexidisc] (2008), Pirates Press Records
- „England Belongs to Me“ 30th Anniversary Split w/ Rancid (2012), Pirates Press Records